# 카풀라나

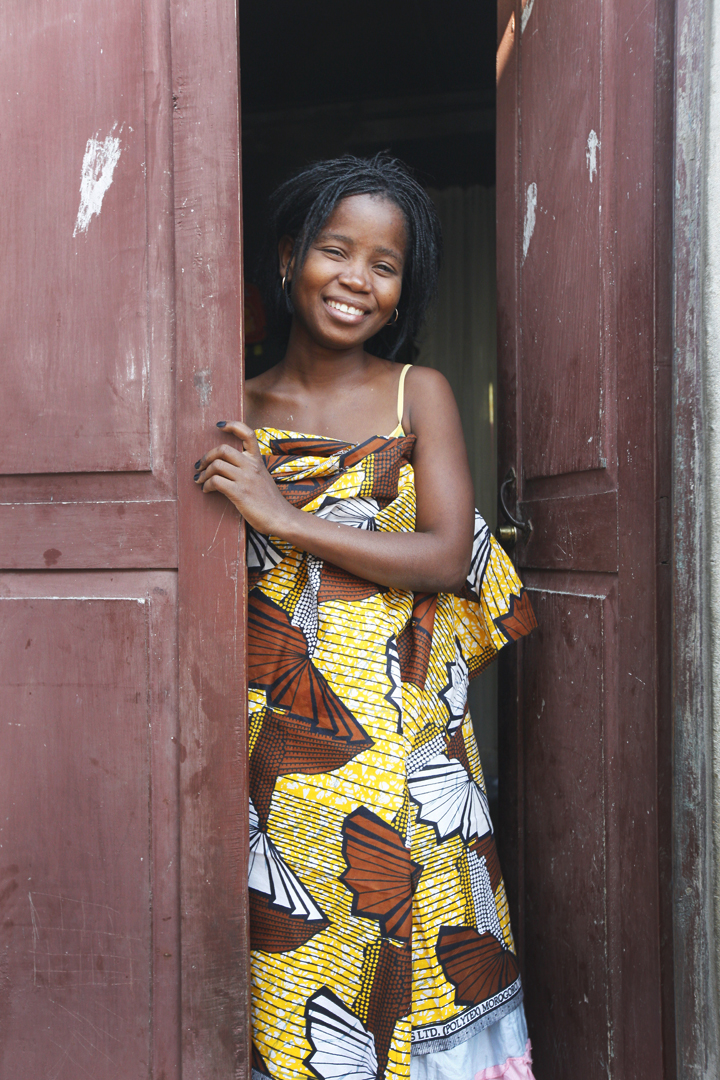
카풀라나를 입은 모잠비크 사람

카풀라나(Capulana, Kapulana)는 모잠비크를 중심으로 한 아프리카 남동부에서 입는 사롱이다. 1-2m에 달하며 치마, 드레스 형태처럼 착용하거나 등에 아기를 안는 데에 쓰기도 한다.
인도, 아랍과 무역하면서 생긴 옷이다.
오늘날 다양한 디자인과 색의 카풀라나들이 있다. 일상복으로 입지만 무거운 짐을 나를 때 쓰기도 한다. 화려한 카풀라나는 여성용 선물이 되기도 하고 몇몇 연인들을 커플 카풀라나를 맞춰입기도 한다.